# Kia Opirus

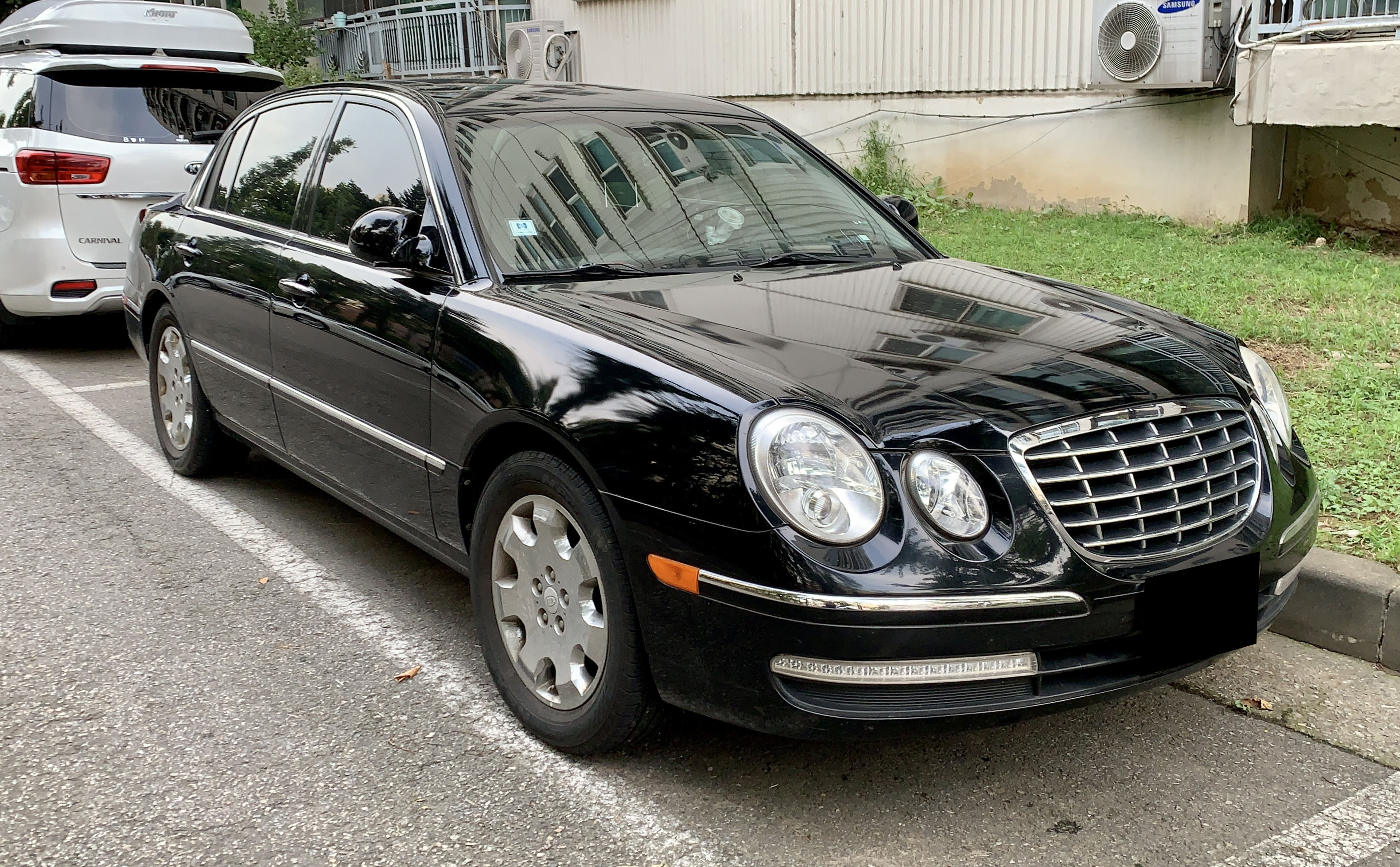
Kia Opirus/Amanti

El Kia Opirus (llamado Amanti en algunos países, incluyendo Estados Unidos) es un sedán de lujo del segmento E y tope de gama para la marca coreana Kia Motors. La primera generación (2003-2007) incorporaba un motor V6 de 3.5 lt. y con 203 CV. La segunda generación (2007-2012) usaba un motor V6 de 3.8 lt. de 266 CV, también longitudinal delantero y tracción delantera. Transmisión automática y secuencial de cinco velocidades, con modo "Sport". Las dos series se diferenciaban por unos pocos detalles estéticos y la potencia. Ambas series llevaban de serie frenos de disco en las 4 ruedas con ABS, faros de xenón, asientos calefactados delante y detrás, control de estabilidad y control de tracción, ordenador de a bordo, sillones eléctricos delanteros con memoria, volante de ajuste eléctrico en altura y profundidad, tapicería de cuero y un largo etc. Largo / ancho / alto (m): 5.00 x 1.85 x 1.49.
No se fabricó en versión diésel, ni con cambio manual porque iba dirigido al mercado de Estados Unidos, donde sus cinco metros de largo competían con los vehículos que se hacían allí y poco usuales en Europa, aunque se vendió sin mucho éxito, entre otras cosas por su elevado consumo de combustible.
Su sucesor es el Kia Cadenza (que no se vende en Europa).
- Datos: Q494441
- Multimedia: Kia Opirus / Q494441